# Diplocephalus bicurvatus
Diplocephalus bicurvatus là một loài nhện trong họ Linyphiidae.
Loài này thuộc chi Diplocephalus. Diplocephalus bicurvatus được Friedrich Wilhelm Bösenberg & Embrik Strand miêu tả năm 1906.